# Lomec (okres Klatovy)
Obec Lomec (německy Lometz) se nachází v okrese Klatovy, kraj Plzeňský. Žije zde 128 obyvatel.

## Části obce
- Lomec
- Novákovice

## Historie
První písemná zmínka o obci pochází z roku 1358.

## Pamětihodnosti
- Smírčí kříž na cestě mezi Luby a Lomcem

## Galerie

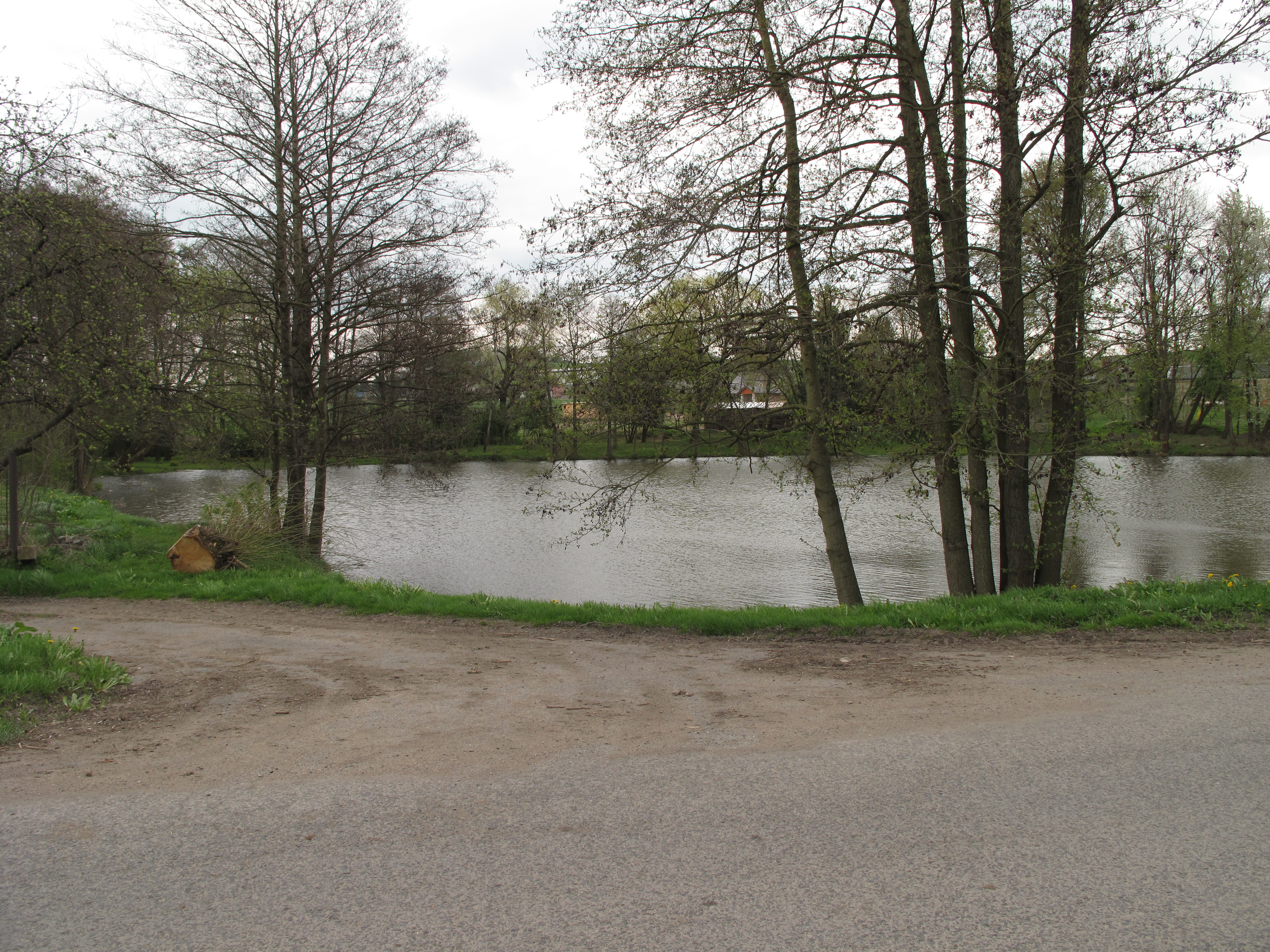
Místní rybník
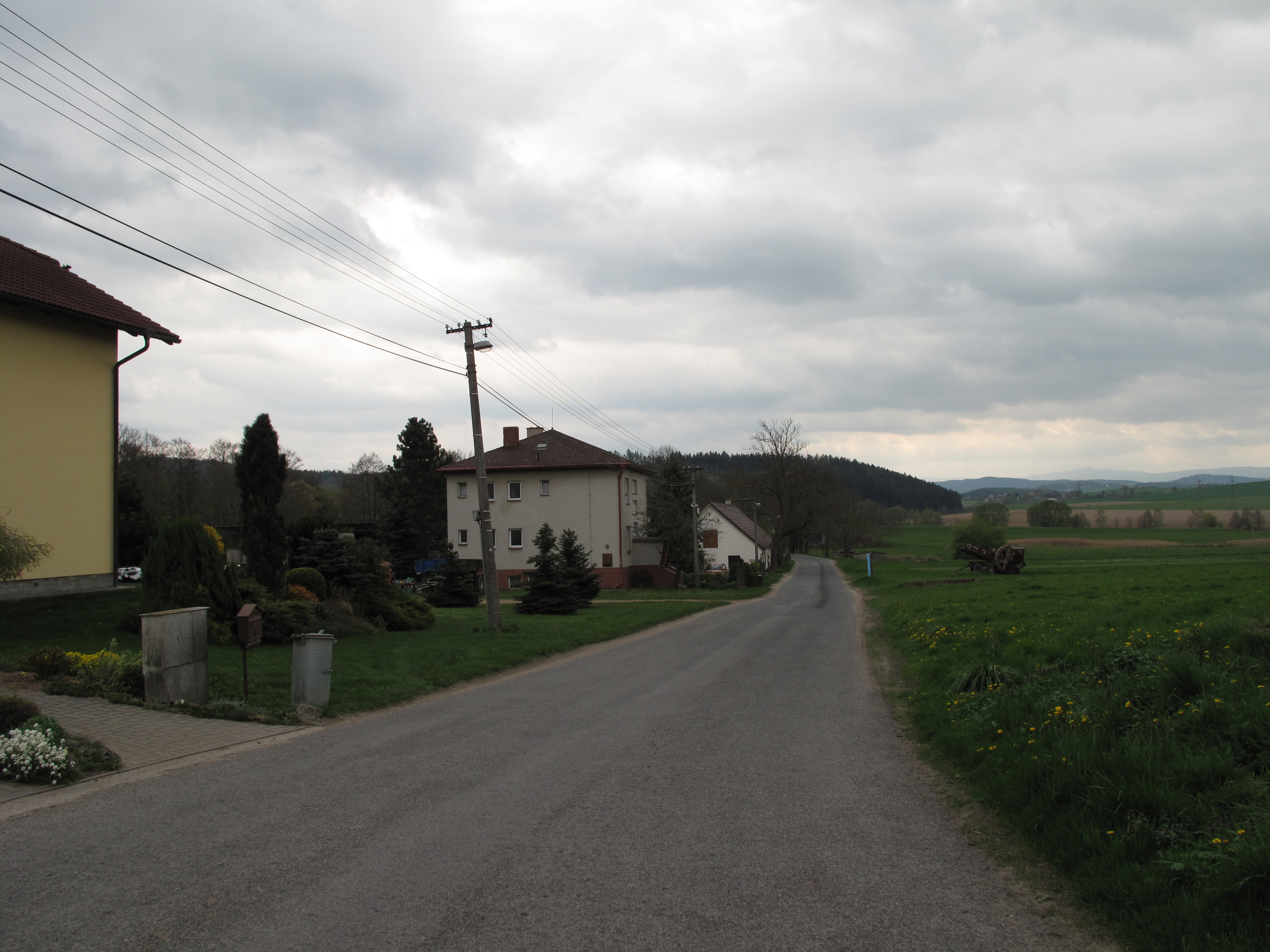
Cesta vedoucí obcí
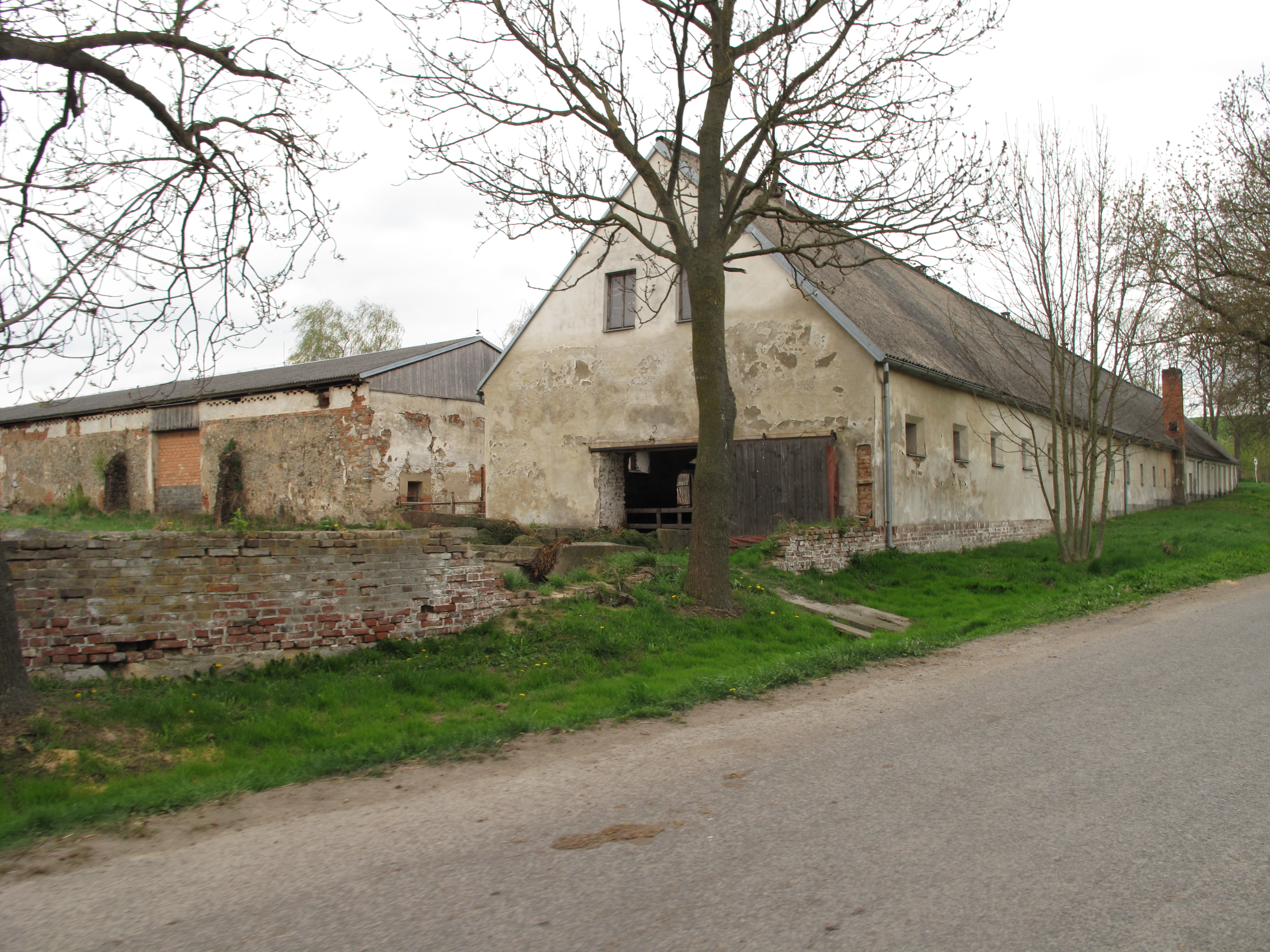
Hospodářský objekt